# Eristalis suturalis
Eristalis suturalis är en tvåvingeart som beskrevs av Enrico Adelelmo Brunetti 1923. Eristalis suturalis ingår i släktet slamflugor, och familjen blomflugor. Inga underarter finns listade i Catalogue of Life.